# ATC-kod D: Hud
ATC-kod D: Hud är en del av klassificeringssystemet ATC (Anatomical Therapeutic Chemical Classification System) för läkemedel och vissa andra medicinska produkter. ATC utvecklas av WHO och består av alfanumeriska koder indelade i grupper utifrån anatomi, medicinsk funktion och läkemedelstyp på 5 olika kodnivåer. Denna sida listar innehållet i en specifik grupp på den första nivån.

## D Hud
D01 Antimykotika
D02 Hudskyddande och uppmjukande medel
D03 Medel vid sår- och brännskador
D04 Klådstillande medel
D05 Medel vid psoriasis
D06 Medel vid bakteriella och virala infektioner
D07 Glukokortikoider för utvärtes bruk
D08 Antiseptika och sårmedel
D09 Medicinska förband
D10 Medel mot akne
D11 Övriga dermatologiska medel, inkl medicinska schampon

### Engelska
- WHO Collaborating Centre for Drug Statistics Methodology - ATC Index
- WHO Collaborating Centre for Drug Statistics Methodology - ATCvet Index

### Svenska
- SIL online
- FASS.se - ATC
- FASS.se - Veterinär-ATC
- Sök läkemedelsfakta - Läkemedelsverket
- Socialstyrelsen : Klassifikationer
- Nationellt produktregister för läkemedel - NPL